# اتفاقية بكين
اتفاقية بكين ورسميًا اتفاقية قمع الأعمال غير المشروعة المتعلقة بالطيران المدني الدولي هي معاهدة عام 2010 توافق بموجبها الدول الأطراف على تجريم بعض الأعمال الإرهابية ضد الطيران المدني.
تم إبرام الاتفاقية في 10 سبتمبر 2010 في المؤتمر الدبلوماسي لأمن الطيران في بكين. في نفس المؤتمر تم اعتماد البروتوكول المكمل لاتفاقية قمع الاستيلاء غير المشروع على الطائرات. توافق الأطراف التي صدقت على الاتفاقية على تجريم استخدام الطائرات المدنية كسلاح واستخدام مواد خطرة لمهاجمة الطائرات أو الأهداف الأخرى على أرض. كما تجرم الاتفاقية النقل غير المشروع للأسلحة البيولوجية والكيميائية والنووية.
إن المفاوضات بشأن معاهدة جديدة لأمن الطيران من شأنها أن تعالج التهديدات الناشئة للطيران كانت مدفوعة جزئياً بهجمات 11 سبتمبر. في ختام المؤتمر صرح مندوب الولايات المتحدة بأنه: «عشية الذكرى السنوية لهجمات 11 سبتمبر الإرهابية، لا يمكن للولايات المتحدة أن تفكر في طريقة مناسبة ومفعمة بالأمل للاحتفال بهذه المناسبة أكثر من تبني من هاتين الأداتين الرئيسيتين الجديدتين لمكافحة الإرهاب».
دخلت المعاهدة حيز التنفيذ في 1 يوليو 2018 بعد انضمام تركيا إليها. تم التوقيع عليه من قبل 35 دولة وصدقت عليه أو انضمت إليه 26 دولة (اعتبارًا من سبتمبر 2018).